# Vågå
Vågå este o comună din provincia Innlandet, Norvegia.
Are o suprafață de 1.330 km². Populația este de 3.532 locuitori, determinată în 1 ianuarie 2023, prin Folkeregisteret[*].